# Louis Lambillotte
Louis Lambillotte, född 27 mars 1796 i Lahamaide, Hainaut, död 27 februari 1855 i Vaugirard nära Paris var en belgisk musiker. 
Lambillotte blev 1822 kapellmästare vid jesuitstiftelsen i Saint-Acheul, inträdde 1825 i jesuitorden och levde i flera av dess stiftelser. Han komponerade bland annat mässor och mariahymner, men är mer känd som samlare och skriftställare. Av stor vikt är i synnerhet hans Antiphonaire de Saint Grégoire 1851), utgörande ett faksimil av det i neumer noterade antifonarium, som finns i Sankt Gallen, jämte historisk-kritiska kommentarer. Vidare märks Esthétique, théorie et pratique du chant grégorien (1855).